# Walter De Greef
Walter De Greef (13 de novembro de 1957) é um ex-futebolista belga. Ele competiu pela seleção de seu país no Campeonato Europeu de Futebol de 1984, sediado na França.<